# Пітер Ґілмор
Пітер Говард Ґілмор (англ. Peter Howard Gilmore; нар. 24 травня 1958, Нью-Йорк) — американський письменник і сатаніст Ла-Вея. Пітер Ґілмор є верховним жерцем Церкви Сатани. Чоловік Пеґґі Надрамії.
Пітер Ґілмор брав інтерв'ю в численних телевізійних і радіопрограмах, присвячених темі сатанізму, включаючи виступи на History, BBC, Syfy, Point of Inquiry та християнському радіошоу Боба Ларсона.

## Біографія
Пітер Ґілмор виріс на півночі штату Нью-Йорк. Він прочитав «Сатанинську Біблію» у віці тринадцяти років і з того часу описує Церкву Сатани як «мотиваційну філософську силу в моєму житті».
Разом з дружиною Пеґґі Надрамією він видавав сатанинський журнал «Чорне полум'я» з 1989 по 2005 рік. У 2005 році Ґілмор написав новий вступ до «Сатанинської Біблії» Антона Ла-Вея, а його есе про сатанізм було опубліковано в «Енциклопедії релігії та природи».

### «Сатанинські писання»
Видання «Сатанинських писань», збірки есеїв та інших праць Ґілмора у твердій обкладинці вийшло у Вальпургієву ніч 2007 року, а наступне видання у м'якій обкладинці (ISBN 0976403595) було випущено 13 жовтня 2007 року. Книга охоплює ритуали, які раніше не були публічними, такі як шлюби та сатанинські поховання.

### Інтерв'ю
- Alas, Babylon, article on the gentrification of New York City by Jim Knipfel in New York Press
- Halloween special (4:46-8:14) (29 жовтня 2010), video interview with George Stroumboulopoulos on George Stroumboulopoulos Tonight (CBC Television)
- Science and Satanism (10 серпня 2007), audio interview on Point of Inquiry